# Sylvain Delorme
Sylvain Delorme, né le 17 mars 1975 à Reims, est un joueur et entraîneur français de basket-ball.

## Carrière
- 2022-2023 : Entraîneur à Rouen Métropole Basket.
- 2021-2022 : Entraîneur à l'Étoile Angers Basket.
- 2020-2021 : Entraîneur jeune à l'Étoile Angers Basket.
- 2019-2020 : Assistant coach à Cholet Basket.
- 2016-2019 : Entraîneur des Espoirs de Cholet Basket.
- 2007-2016 : Entraîneur des Cadets France et Région de Cholet Basket et entraîneur assistant de Jean-François Martin de l'équipe espoirs.
- 2006-2007 : Basse-Indre (NM3)
- 2003-2006 : Longwy (NM1)
- 2002-2003 : Maurienne (Pro B)
- 2000-2002 : Golbey Epinal (Pro B)
- 1998-2000 : Châlons-en-Champagne (Pro A)
- 1997-1998 : Angers BC (Pro B)
- 1995-1997 : Cholet Basket (Pro A)
- 1994-1995 : Cholet Basket (équipe espoirs)

En 2022, il devient entraîneur de l'équipe de Rouen Métropole Basket.

## Palmarès
- en tant qu'entraîneur :
  - 2022-2023 : Champion de France National 1 avec le Rouen Métropole Basket
  - 2021-2022 : Champion de France National 1
  - 2018-2019 : Vainqueur du Trophée du Futur Espoirs
  - 2018-2019 : Champion de France Espoirs
  - 2017-2018 : Vainqueur du Trophée du Futur Espoirs
  - 2017-2018 : Champion de France Espoirs
  - 2017-2018 : Elu meilleur coach Espoirs
  - 2017 : Vainqueur de la Coupe de France
  - 2016-2017 : Finaliste du Trophée du Futur Espoirs
  - 2014-2015 : Champion de France Cadets 1re Division Groupe A
  - 2009-2010 : Champion de France Espoirs
  - 2008-2009 : Champion de France Espoirs
  - 2007-2008 : Champion de France Cadets 1re Division Groupe B
- en tant que joueur :
  - 2000-2001 : Demi-finaliste de la Coupe de France
  - 2000-2001 : Finaliste de la saison régulière de Pro B